# Василева Олена
Василева Олена, до шлюбу Кловацька (20 травня 1899, Срібне — 18 березня 1981, Нью-Йорк) — українська письменниця, перекладачка, бібліографка.

## Біографія
Народилась 20 травня 1899 р. у м. Срібне на Полтавщині. Студіювала романську філологію на вищих педагогічних курсах у Петрограді, Харківському інституті іноземних мов.
На початку 1930-х рр. працювала у Книжковій палаті УСРР (Харків), викладала в Харківському інституті, перекладала. 
У роки Другої світової війни емігрувала до Німеччини, викладала в Українському технічно-господарському інституті в Мюнхені (1947—1949). З 1950 р. оселилася у Нью-Йорку, викладала французьку мову.
Перекладала з англійської й французької мов. Померла 18 березня 1981 р. у Нью-Йорку.

## Творчість
Авторка повісті «Море житейськеє» (1962), роману «Коли орбіти схрещуються» (1968), оповідань і новел. Уклала «Українську наукову бібліографію пореволюційної доби» (1958).
Окремі твори:
- Василева О. Від Абатства поетів до П'ятірного ґрона // Сучасність. — 1970. — Ч. 5 (113). — С.34-39.
- Василева О. Море житейськеє. — Нью-Йорк: Життя, 1962. — 70 с.
- Василева О. Коли орбіти схрещуються. — Нью-Йорк: Об’єднання Українських Письменників “Слово”, 1967. — 205 с.
- Василева О. Видатний поет сучасности (Сен Жон Перс) // Слово. Збірник 3. — Нью-Йорк: ОУП, 1968. — С. 421—436.